# Rachid Ziar
Rachid Ziar, född 15 november 1973, är en algerisk friidrottare. Han deltog vid olympiska sommarspelen 2004.